# Spotland Stadium
El Spotland Stadium también llamado Crown Oil Arena por razones de patrocinio, es un estadio multiuso ubicado en la ciudad de Rochdale, Mánchester. Es actualmente el estadio de Rochdale AFC y Rochdale Hornets R.L.F.C.. El estadio inaugurado en 1878 posee una capacidad de 10 249 espectadores.

## Historia
Spotland fue originalmente conocido como St Clements Playing Fields, por su cercanía a la iglesia de San Clemente. Habiendo sido utilizado previamente para el cricket, fue el campo del St Clements Rugby Club desde 1878 hasta 1897. El Rochdale AFC es desde 1907 el usuario del campo, luego compró el dominio absoluto del recinto por £ 1700 en 1914. Para cuando el club se unió a la Liga de Fútbol en 1921, una grada baja de madera había sido construida en el lado sur del campo. También en este momento, el nombre de la zona circundante de la ciudad, Spotland, había sido adoptado como el nombre del estadio.
Desde 1992 hasta 2000, el terreno fue completamente reconstruido para cumplir con las exigencias de seguridad del Informe Taylor, y se convirtió en lo que es hoy. En el verano de 2006, se instaló un nuevo sistema de drenaje.
En agosto de 2016, Rochdale AFC renombró el Spotland Stadium como Crown Oil Arena como parte de un acuerdo de patrocinio de la compañía de combustible Bury Crown Oil.